# John J. Kelly

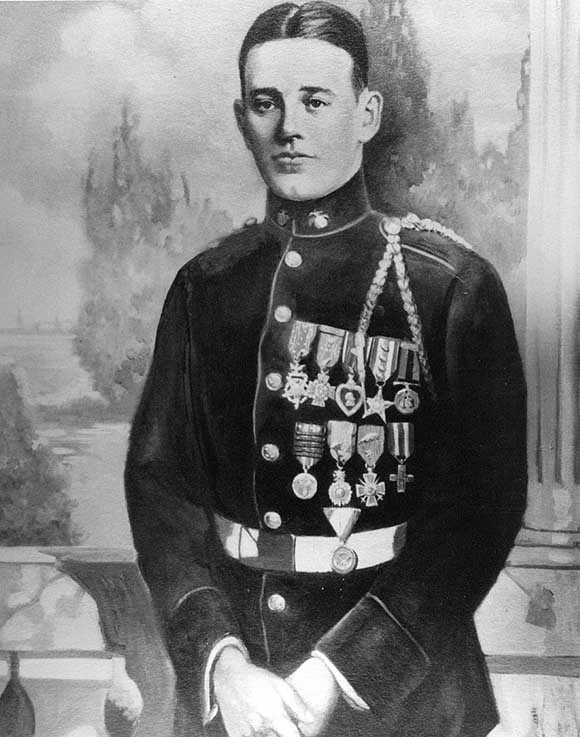
John J. Kelly

John Joseph Kelly (geboren am 24. Juni 1898 in Chicago, USA; gestorben am 20. November 1957 ebenda) war ein Veteran des United States Marine Corps. Er wurde für seinen Einsatz im Ersten Weltkrieg und die dabei gezeigte Tapferkeit zweimal mit der Medal of Honor ausgezeichnet.

## Leben
John Joseph Kelly wurde am 24. Juni 1898 in Chicago geboren. Am 15. Mai 1917 schrieb er sich beim United States Marine Corps ein. Nach seiner Grundausbildung wurde seine Einheit, als Teil der American Expeditionary Forces, 1918 nach Europa verschifft, um dort an den Kampfhandlungen des Ersten Weltkrieges in Frankreich teilzunehmen.
In Frankreich kämpfte er unter anderem in der Schlacht von St. Mihiel und während der Maas-Argonnen-Offensive. Während dieser griff er allein die gegnerische Frontlinie an, überquerte dabei 100 Yard (90 m) offenes Gelände, schaltete ein Maschinengewehrnest aus und kehrte mit acht Gefangenen zu den eigenen Linien zurück. Für diese Tat wurde er sowohl mit der Medal of Honor der US Army, als auch mit der Medal of Honor der US Navy ausgezeichnet. Die Auszeichnung wurde von General John J. Pershing persönlich vorgenommen.
Neben der Medal of Honor wurde er in Frankreich auch mit dem Croix de guerre (zweimal), der Medaille Militaire und dem Croce al Merito di Guerra ausgezeichnet.
Kelly verließ das Marine Corps am 14. August 1919. Er starb am 20. November 1957 an seinem Geburtsort. Zum Zeitpunkt seines Todes war er der letzte lebende Träger der Medal of Honor, der diese Auszeichnung doppelt erhielt.

## Ehrungen
- Medal of Honor (US Army)
- Medal of Honor (US Navy)
- Croix de guerre (zweimal)
- Medaille Militaire
- Croce al Merito di Guerra
- Montenegrin Silver Medal for bravery